# إيغور تيريخوف (لاعب كرة قدم)
إيغور تيريخوف (بالروسية: Терехов, Игорь Иванович)‏ هو لاعب كرة قدم روسي في مركز الوسط، ولد في 21 فبراير 1970. لعب مع أسمرال موسكو ولوخ إينيرجيا فلاديفوستوك ولوكوموتيف موسكو.